# Rhipsalis teres
A Rhipsalis teres egy epifita kaktusz, a Rhipsalis baccifera és Rhipsalis pilocarpa fajokhoz hasonlóan termesztésben nagyon gyakori vesszőkaktusz faj.

## Jellemzői
Felegyenesedő vagy lecsüngő szárú növény, tövén enyhén fásodik, 10–12 mm átmérőjű, gazdagon elágazó, különösen felsőbb részein a hajtásának, sokszor 5-12 ág is ered az öregebb szegmensek csúcsain. Ágai hengeresek, zöldek, vagy pirosan futtatottak. Virágai többesével, az ágak csúcsain és laterálisan nyílnak, 10–12 mm szélesek, halvány sárgák, a bibe fehér. Termése kissé lapított fehér bogyó, 8–10 mm átmérőjű.

## Elterjedése
Brazília: Minas Gerais, Rio de Janeiro, São Paulo, Paraná, Santa Catarina, Rio Grande do Sul államok, 1000 m tengerszint feletti magasság alatt.

## Rokonsági viszonyai
A Rhipsalis subgenus tagja.
- A törzsalakon kívül további három formája ismert:
  - Rhipsalis teres fma. capilliformis (F A C Weber) Barthlott & N P Taylor in Bradleya 13 (1995)
  - Rhipsalis teres fma. heteroclada (Britton & Rose) Barthlott and N P Taylor in Bradleya 13 (1995)
  - Rhipsalis teres fma. prismatica (Lemaire) Barthlott & N P Taylor in Bradleya 13 (1995)